# Marek Hłasko
Marek Hłasko född 14 januari 1934 i Warszawa, död 14 juni 1969 i Wiesbaden, var en polsk författare.
När Hłasko började skriva var han lastbilschaufför. År 1958 reste han till Israel och mellan åren 1961 och 1969 levde han i Berlin och London där han arbetade för olika polska exiltidskrifter.